# Maria Günther
Maria Günther (* 30. Januar 1925 in Zwickau als Maria Bühling; † 19. September 2021 in Hamburg) war eine Ausbilderin von Pferden, Reitern und Reitlehrern. 1963 wurde sie Deutsche Meisterin im Springen.

## Leben
Maria Günter ritt seit ihrem siebten Lebensjahr. Im Jahre 1943, nach ihrem Abitur wurde sie zum Kriegsdienst eingeteilt. Sie ging als Bereiterin nach Pommern. Nach Kriegsende arbeitete sie bei den in Menden im Sauerland stationierten Royal Horse Guards als Pferdepflegerin, Bereiterin und Dolmetscherin. Hier lernte sie ihren späteren Mann Walter Günther, genannt „Bubi Günther“, kennen. Schon 1947 durfte sie in der Aachener Soers reiten, damals noch unter britischer Flagge. Gemeinsam mit ihrem Mann eröffnete sie den Ausbildungsstall Greif in Hamburg. Das Ehepaar gewann, bisher als einziges Ehepaar, am gleichen Tag die Deutsche Meisterschaft in Dressur (Walter Günther auf Adjutant) und Springen (Maria Günter auf Sambesi).
Gegen Ende ihrer aktiven Sportlerlaufbahn verlegte sie ihren Schwerpunkt auf das Dressurreiten. So ritt sie 1974/1975 nach dem Tod ihres Ehemanns den von ihm ausgebildeten MacBeth auf Grand Prix-Niveau. Im Jahre 1975 beendete sie die reiterliche Laufbahn und war anschließend als Turnierrichterin tätig.

## Sportliche Erfolge
- 1963 Deutsche Meisterin im Springen

### Trainerkarriere – Schüler
- Falk Rosenbauer – Gewinner des Berufsreiterchampionats 2006; Gewinner des Deutschen Dressurderbys 2010